# Rohasova prošlost
Rohasova prošlost je 689. redovna epizoda Zagora objavljena u Srbiji u svesci #221. u izdanju Veselog četvrtka. Na kioscima u Srbiji se pojavila 9. januara 2025  Koštala je 450 din (3,84 €; 4,1 $). Imala je 94 strane.

## Originalna epizoda
Originalna sveska pod nazivom Il passato di Rochas objavljena je premijerno u #689. regularne edicije Zagora u izdanju Bonelija u Italiji 1.12.2022. Epizodu je nacrtao Olivio Gramakioni, scenario napisao Moreno Buratini. Naslovnu stranu je nacrtao Alesandro Pičineli. Cena sveske na evropskom tržištu iznosila je 4,9 €.

## Kratak sadržaj
Zagor i Čiko stižu na tradicionalno prolečno okupljanje trapera i primećuju da nedostaje Rohas. Jedan traper dolazi i kaže kako je vidio Rohasovu kolibu spaljenu do temelja u požaru. Zagor odmah kreće da proveri o čemu se radi. Zatiče samo jedno ugljenisano telo, pištolj sa ukrašenim gravurama neobičnog izgleda i lavlju glavu, najverovatnije dekoraciju sa opasača. Nastavlja potragu i sukobljava se sa vojnikom u crnoj uniformi, pripadnikom Crne legije. Vojnik objašnjava da Legija traži Rohasa, a ubrzo stižu i drugi pripadnici Legije koji pucaju Zagora, koji uspeva da pobegne. Zagor kreće prema vodopadu, gde postoji pećina, i tamo nalazi onesvešćenog Rohasa. Rohas mu priča da je nekada bio pripadnik Crne legije, nakon što je stigao iz Zumaje, svog rodnog grada u Baskiji, na Atlantskoj obali Španije. Bio je mornar u Bostonu, kada mu je prišao pukovnik Rodžer Samerskel, koji ga je regrutovao za paravojnu jedinicu Celnu legiju. Rohas im se priključio i postao član Legije. Zagor uspeva da prebaci Rohasa van teritorije koju kontroliše Legija. Stižu do farmera Ruperta Barklija, gde se smeštaju, ali pripadnici Legije ih prate. Zagor uspeva da ih savlada, a jednog vojnika koji je preživeo počinje da ispituje.

## Prethodna i naredna epizoda
Prethodna sveska Zagora u okviru redovne edicije nosila je naslov Nezaustavljivi  (#220), a naredna Crna legija (#222).

## Fusnote
1. ↑  https://veselicetvrtak.com/izdanja/zagor/zagor-redovna-serija/zagor-221-rohasova-proslost/
2. ↑  Spisak epizoda regularne edicije Zagora objavljenih u Veselom četvrtku mogu se pogledati ovde. Spisak svih edicija Zagora u Srbiji i bivšoj Jugoslaviji nalazi se ovde.
3. ↑   https://en.sergiobonelli.it/zagor/2022/10/27/comics/il-passato-di-rochas-1022358/?refresh_ce (Pristup 22.3.2025)